# Покришів
По́кришів — село в Україні, у Житомирському районі Житомирської області. Входить до складу Брусилівської селищної громади.
Точна дата заснування не встановлена. Вперше згадується у документах середини 18 століття.

## Населення
В середині 19 століття в селі налічувалося 308 жителів.
Населення становить 380 осіб.

## Історія
В середині 19 століття входило до парафії у Болячеві, за 5 верст, за 2 версти від Водотия. Землі, в кількости 1 126 десятин — власність барона Олександра Раама. Раніше село належало Станіславу Лісовському.

## Відомі люди
- Шищенко Петро Григорович (*1936) — український учений у галузі географії й екології, доктор географічних наук, професор, декан географічного факультету Київського національного університету імені Тараса Шевченка, член-кореспондент НАПН України, академік АН ВШ України.